# Эрик IV (король Дании)
Эрик IV Плужный Грош (Пловпеннинг) (дат. Erik 4. Plovpenning, 1216, Копенгаген — 10 августа 1250, Шлей, Шлезвиг-Гольштейн) — король Дании с 1241 года. Сын Вальдемара II и принцессы Беренгарии Португальской, брат датских королей Абеля и Кристофера I. С 1232 года соправитель своего отца.

## Жизнь
Краткий период его правления отмечен гражданской войной между братьями. Особенно яростно он боролся против Абеля, герцога Шлезвига, который стремился занять независимую позицию и был поддержан графами Гольштейна.
Эрик подавил восстание крестьян Скании. Причиной восстания послужили тяжёлые налоги, введённые Эриком. Налоги взимались за использование плуга — т. н. «налог с плуга», из-за которого он получил своё прозвище (дат. Plovpenning).
После трудной победы над Абелем в 1250 году Эрик вёл переговоры о заключении перемирия, но в том же году во время проезда через Шлезвиг был пленён братом и помещён в тюрьму, где был убит, предположительно людьми Абеля.

## Семья и дети
В 1239 году Эрик женился на Ютте Саксонской. Их дети:
- Кнут, умер в младенчестве
- Кристоф, умер в младенчестве
- София (1241—1286) — жена короля Швеции Вальдемара[3]
- Ингеборга (1244—1287) — жена короля Норвегии Магнуса VI[3]
- Ютта (1246—1284) — аббатиса в Роскилле[3]
- Агнесса (1249—1288/95) — аббатиса в Роскилле[3]